# Port lotniczy Sierra Maestra
Port lotniczy Sierra Maestra – międzynarodowe lotnisko na Kubie, zlokalizowane w mieście Manzanillo.